# Protonemura auberti
Protonemura auberti är en bäcksländeart som beskrevs av Joachim Illies 1954. Protonemura auberti ingår i släktet Protonemura och familjen kryssbäcksländor. Inga underarter finns listade i Catalogue of Life.